# Wypełnianie papieru
Wypełnianie papieru – polega na wprowadzeniu białych pigmentów (wypełniaczy) do składu wytworów papierniczych.
Początkowo proces wypełniania miał na celu głównie efekt ekonomiczny, gdyż wypełniacze są znacznie tańsze od półproduktów włóknistych, które zastępują. Obecnie jednak, niezależnie od efektów ekonomicznych, wypełnianie stanowi ważny proces technologiczny, nadający wielu wytworom papierniczym takie cenne właściwości jak: duża nieprzezroczystość, białość, miękkość, gładkość, podatność na satynowanie, dobra chłonność farby drukarskiej.
Nadmiar zawartość i wypełniacza w papierze wywiera jednak negatywny wpływ na właściwości wytrzymałościowe, stopień zaklejenia, dwustronność i inne. 
Wypełniacze stosowane w przemyśle papierniczym powinny odznaczać się określonymi cechami: 
- nie rozpuszczać się w wodzie
- być obojętnym chemicznie
- wykazywać odpowiedni duży stopień rozdrobnienia
- odznaczać się dużą białością
- mieć możliwie duży współczynnik załamania światła
- wykazywać możliwe mała gęstość
- być możliwie tanie

Wypełniacze klasyfikuje się najczęściej według ich składu chemicznego. Wyróżnia się 5 zasadniczych grup: krzemiany, siarczany, węglany, tlenki i siarczki.
Wypełnianie papieru wpływa na prawie wszystkie jego właściwości, przy czym wielkość, a czasem i kierunek tych zmian zależą od rodzaju wypełniacza i jego zawartości.